# Richard de Fournival

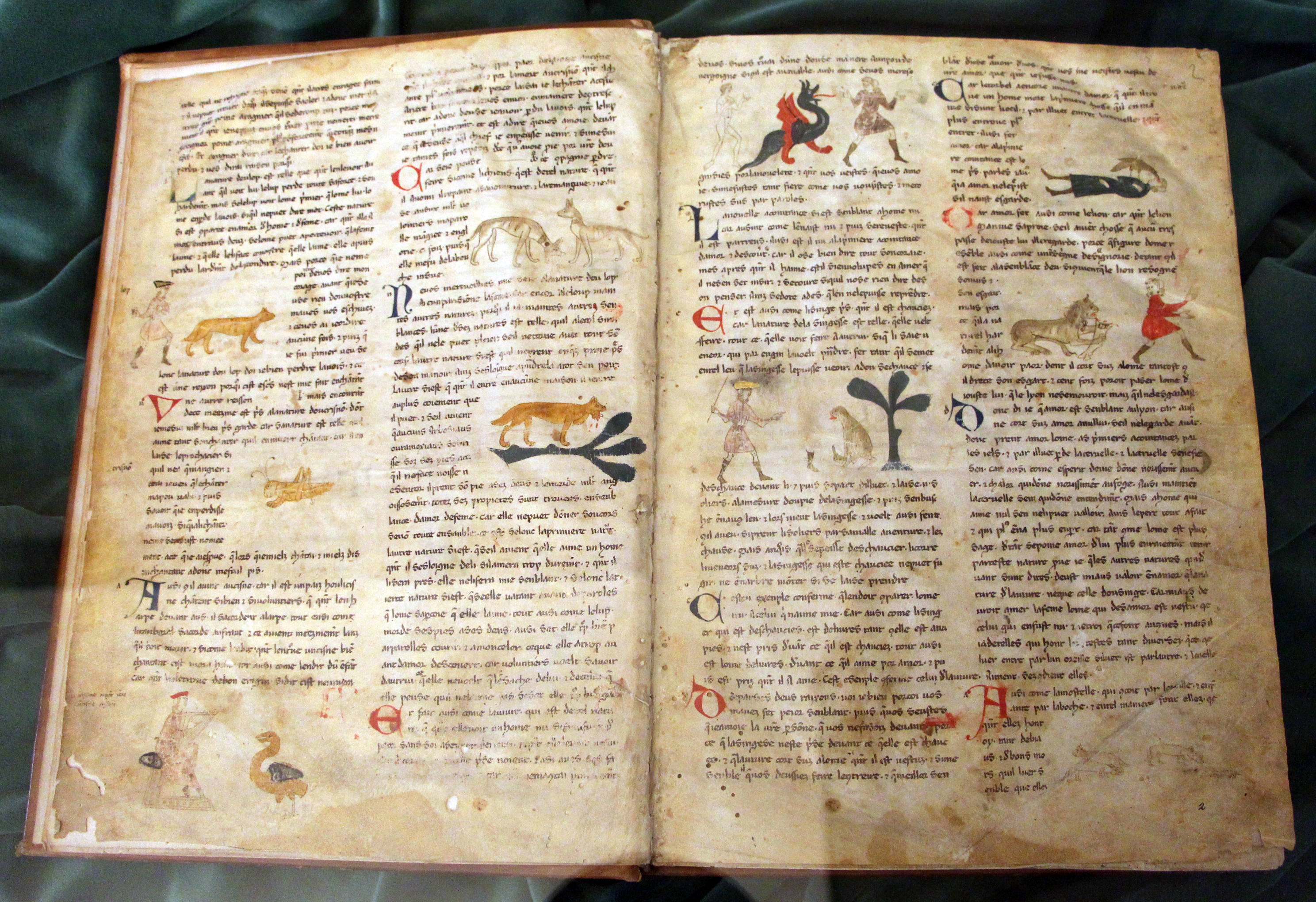
Bestiaire d'amour, XIV sec. (Biblioteca Medicea Laurenziana)

Richard de Fournival, född den 10 oktober 1201 i Amiens, död där den 1 mars 1260, var en fransk författare.
Richard de Fournival var kirurg och kansler vid domen i Amiens. Hans mest berömda arbete är Le bestiaire d'amour (utgivet av Célestin Hippeau 1859). Dessa "bestiarier" (ett slags medeltida, sagoartade zoologier) var vanligen av religiöst innehåll. de Fournival lät däremot djuren uppträda och utveckla olika åsikter om kärlekens väsen och så vidare. Även ett annat av hans arbeten, La vieille ou les dernières amours d'Ovide är utgivet av Hippolyte Cocheris (1861). Hans övriga arbeten är otryckta.